# 예수 부활했으니
예수 부활했으니(Christ the Lord Is Risen Today)는 부활절과 관련된 기독교 찬송이다. 대부분의 스탠자(stanza)는 찰스 웨슬리가 썼고, 이 찬송은 1739년 찰스 웨슬리와 존 웨슬리가 쓴 "힘스 앤드 새크리드 포엠스"(Hymns and Sacred Poems)에 "Hymn for Easter Day"라는 제목으로 등장했다. 알려지지 않은 저자가 추가한 각 줄 뒤에는 멜리스마가 있는데, 일반적으로 사용되는 찬송가인 "Easter Hymn"에 맞추기 위해 추가되었을 것으로 추정한다. 이는 부활절 주일의 전통적인 행렬 찬송으로 남아 있다.

## 같이 보기
- 예수의 부활